# ناخترشتت
ناخترشتت (به آلمانی: Nachterstedt) یک منطقهٔ مسکونی در آلمان است که در زی‌لند، آلمان واقع شده‌است. ناخترشتت ۲٬۱۵۵ نفر جمعیت دارد.